# Arrondissement judiciaire de Namur (avant 2014)
Subdivisions
L'ancien arrondissement judiciaire de Namur était l'un des deux arrondissements judiciaires de la province de Namur en Belgique et un des neuf qui dépendent du ressort de la Cour d'appel de Liège. Il fut formé le 18 juin 1869 lors de l'adoption de la loi sur l'organisation judiciaire et fait partie de l'arrondissement judiciaire de la province de Namur depuis la fusion des arrondissements judiciaires de 2014.

## Subdivisions
L'arrondissement judiciaire de Namur était divisé en 5 cantons judiciaires,. Il comprenait les 16 communes de l'arrondissement administratif de Namur.
Note : les chiffres représentent ceux situés sur la carte.
1. Canton judiciaire d'Andenne
      1. Andenne
  2. Assesse
  3. Fernelmont
  4. Gesves
  5. Ohey
2. Canton judiciaire de Fosses-la-Ville
      1. Floreffe
  2. Fosses-la-Ville
  3. Mettet
  4. Sambreville
3. Canton judiciaire de Gembloux-Éghezée
      1. Éghezée
  2. Gembloux
  3. Jemeppe-sur-Sambre
  4. La Bruyère
  5. Sombreffe
4. Canton judiciaire de Namur zone 1
      1. Partie de la ville de Namur située au nord de la Sambre et de la Meuse et les sections de Beez, Belgrade, Boninne, Bouge, Champion, Cognelée, Daussoulx, Flawinne, Gelbressée, Marche-les-Dames, Saint-Marc, Saint-Servais, Suarlée, Temploux et Vedrin
5. Canton judiciaire de Namur zone 2
      1. Partie de la ville de Namur située au sud de la Sambre et les sections de Dave, Erpent, Jambes, Lives-sur-Meuse, Loyers, Malonne, Naninne, Wépion et Wierde
  2. Profondeville